# Веселівська сільська рада (Коростенський район)
Веселівська сільська рада — колишня адміністративно-територіальна одиниця та орган місцевого самоврядування у Коростенському районі й Коростенській міській раді Коростенської і Волинської округ, Київської і Житомирської областей УРСР та України з адміністративним центром у с. Веселівка.

## Населені пункти
Сільській раді були підпорядковані населені пункти:
- с. Веселівка
- с. Іванівка
- с. Ковалівщина
- с. Розівка

## Населення
Відповідно до результатів перепису населення СРСР, кількість населення ради, станом на 12 січня 1989 року, становила 1 529 осіб.
Станом на 5 грудня 2001 року, відповідно до перепису населення України, кількість мешканців сільської ради становила 1 208 осіб.

## Склад ради
Рада складалася з 16 депутатів та голови.

## Керівний склад сільської ради
| ПІБ                        | Основні відомості                                                               | Дата обрання | Дата звільнення |
| -------------------------- | ------------------------------------------------------------------------------- | ------------ | --------------- |
| Коваль Павло Іванович      | Сільський голова, 1952 року народження, освіта, безпартійний                    | 26.03.2006   | 31.10.2010      |
| Киселевич Тетяна Дорошівна | Сільський голова, 1961 року народження, освіта середня спеціальна, позапартійна | 31.10.2010   |                 |

Примітка: таблиця складена за даними джерела

## Історія
Створена 12 січня 1924 року, як німецька національна сільська рада, відповідно до рішення Волинської ГАТК (протокол № 6/1 «Про зміни в межах округів, районів і сільрад»), в складі колоній Веселівка Холосненської та Лісівщина (згодом — Розівка) Лісівщинської сільських рад Коростенського (згодом — Ушомирський) району Коростенської округи.
Станом на 1 вересня 1946 року сільрада входила до складу Коростенського району Житомирської області, на обліку в раді перебували с. Веселівка та хутір Веселівка.
11 серпня 1954 року, відповідно до указу Президії Верховної ради УРСР «Про укрупнення сільських рад по Житомирській області», сільську раду ліквідовано, територію та населені пункти приєднано до складу Холосненської сільської ради Коростенського району. Відновлена 3 травня 1983 року, відповідно до рішення Житомирського облвиконкому «Про деякі питання адміністративно-територіального поділу», внаслідок перенесення адміністративного центру Розівської сільської ради до с. Веселівка з перейменуванням ради на Веселівську.
Виключена з облікових даних 4 грудня 2018 року через приєднання до складу Ушомирської сільської громади Житомирської області.
Входила до складу Коростенського (Ушомирського, 21.08.1924 р., 28.02.1940 р.) району та Коростенської міської ради (1.06.1935 р.).